# Orbital ATK

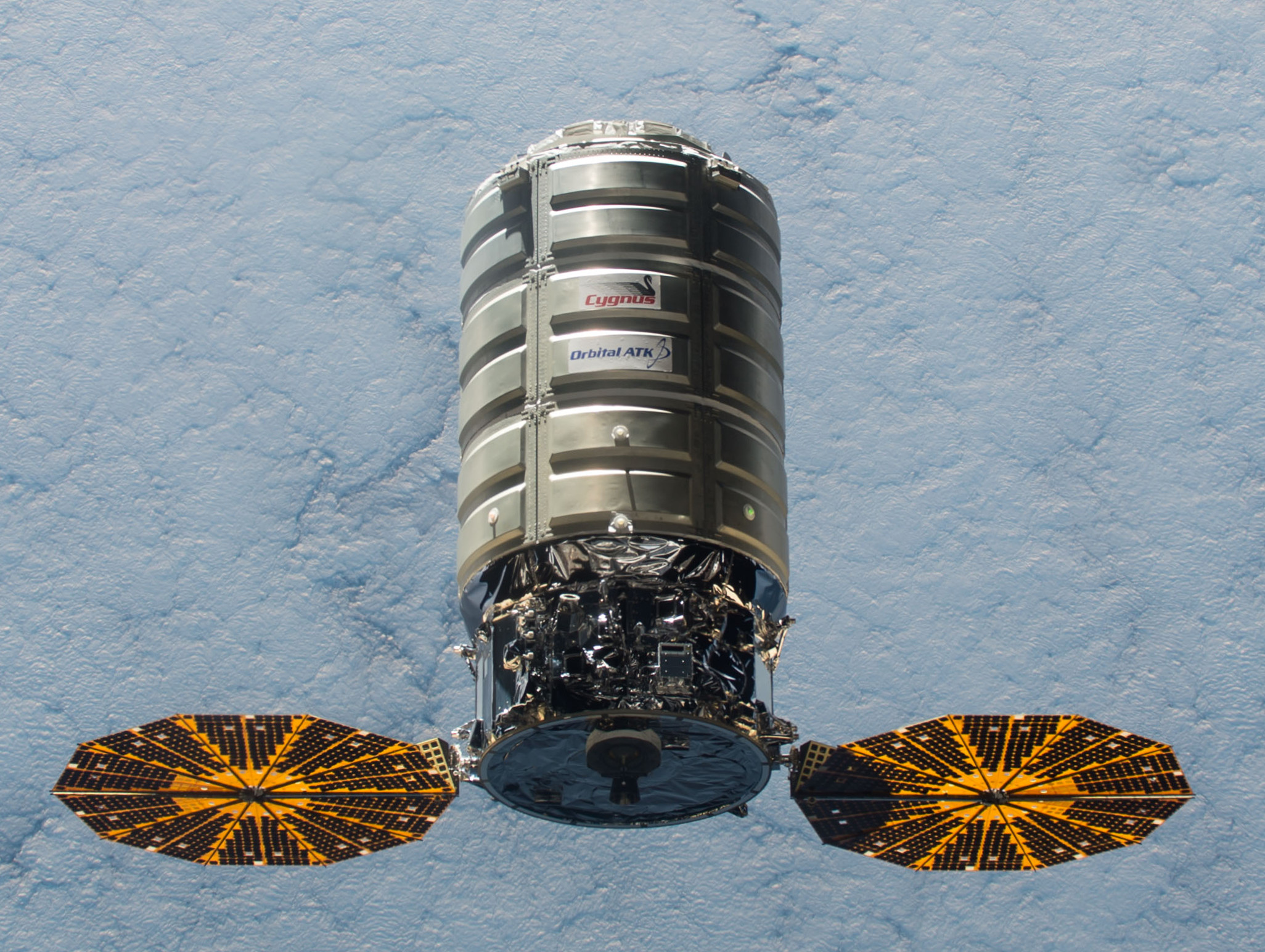
La nau espacial Cygnus transportant càrrega a l'EEI sota contracte de la NASA.

Orbital ATK Inc. és una empresa aeroespacial i de defensa estatunidenca. Es va formar el 2015 a partir de la fusió d'Orbital Sciences Corporation i part d'Alliant Techsystems. Orbital ATK dissenya, construeix i lliura sistemes relacionats amb l'espai, la defensa i l'aviació a clients de tot el món tant com a contractista principal com a proveïdor mercant. Compta amb una plantilla d'aproximadament 12.000 empleats dedicats a l'aviació aeroespacial i la defensa, que inclou prop de 4.000 enginyers i científics; 7.000 especialistes en fabricació i operacions; i 1.000 de personal de gestió i administració.